# ABC News
ABC News è un'emittente televisiva statunitense di proprietà di The Walt Disney Company.
Fu ideata come suddivisione del network American Broadcasting Company (ABC) dedicata all'informazione. Il canale è controllato dalla Disney Media Networks, a sua volta posseduta dalla Walt Disney Company. Tra i programmi trasmessi vi sono il programma serale quotidiano ABC World News Tonight, il notiziario World News Now, il talk-show Good Morning America, i magazine di approfondimento Nightline, Primetime e 20/20 ed il rotocalco settimanale dedicato alla politica This Week.

## Storia

### XX secolo
La data di fondazione è il 15 giugno 1945, ma, più dettagliatamente, la ABC nacque nel 1943 come NBC Blue Network, una rete radiofonica che è stata scorporata dalla NBC, come ordinato dalla Commissione federale per le comunicazioni (FCC) nel 1942. La ragione dell'ordine era quella di espandere la concorrenza nelle trasmissioni radiotelevisive negli Stati Uniti, in particolare nelle trasmissioni di notizie e politiche, e di ampliare i punti di vista previsti. Solo poche aziende, come NBC e CBS, hanno dominato il mercato radiofonico. La NBC ha effettuato la scissione volontariamente.
Le trasmissioni regolari di notizie televisive su ABC iniziarono poco dopo che la rete firmò con la sua stazione televisiva originale di proprietà e gestita (WJZ-TV, ora WABC-TV) e il suo centro di produzione a New York nell'agosto 1948. Le trasmissioni continuarono mentre la rete ABC si espandeva a livello nazionale. Fino ai primi anni '70, la programmazione di ABC News e ABC in generale si è costantemente classificata al terzo posto in termini di spettatori dietro la programmazione di notizie di CBS e NBC. ABC aveva meno stazioni affiliate e un orario di prima serata più debole per supportare le operazioni di notizie della rete, rispetto alle due reti più grandi, ognuna delle quali aveva stabilito le sue operazioni di notizie radiofoniche negli anni '30.

### Roone Arledge
Negli anni '70, la rete si capovolse, con i suoi programmi in prima serata che ottennero ascolti più sostanziali e generarono maggiori entrate pubblicitarie e profitti per la ABC in generale. Con la nomina del presidente di ABC Sports, Roone Arledge, a presidente di ABC News nel 1977, ABC investì le risorse necessarie a renderla una fonte significativa di notizie. Roone Arledge ha creato molti dei programmi più popolari e duraturi di ABC News, tra cui 20/20, World News Tonight, This Week, Nightline e Primetime Live. Lo slogan di ABC News, "Gli americani ottengono le loro notizie più da ABC News che da qualsiasi altra fonte". (introdotto alla fine degli anni Ottanta), si riferiva al numero di persone che guardano, ascoltano e leggono i contenuti di ABC News in televisione, radio e Internet, e non necessariamente alle sole trasmissioni televisive. Nel giugno 1998, ABC News (che possedeva una quota dell'80% del servizio), Nine Network e ITN vendettero le rispettive azioni di Worldwide Television News all'Associated Press. Inoltre, ABC News ha firmato un accordo pluriennale con AP per il suo servizio video affiliato, Associated Press Television News (APTV), fornendo al contempo filmati dal servizio video di notizie di ABC, ABC News One, ad APTV.

### XXI secolo
Il 24 febbraio 2010, David Westin, presidente di ABC News, ha annunciato una ristrutturazione del servizio che avrebbe incluso la possibile eliminazione di due o trecento posizioni. Il 3 dicembre 2010, la Disney nomina Ben Sherwood, già produttore di Good Morning America dal 2004, come presidente di ABC News, in sostituzione di David Westin, che aveva annunciato le sue dimissioni a settembre. Il 7 agosto 2014, ABC ha annunciato che avrebbe rilanciato la sua divisione di rete radiofonica, ABC Radio, il 1º gennaio 2015. Il cambiamento è arrivato dopo l'annuncio che Cumulus avrebbe sostituito il suo servizio radiofonico ABC News con Westwood One News (via CNN). Il 20 settembre 2019, ABC Radio è stata rinominata ABC Audio poiché la rete si è evoluta per offrire un portafoglio di podcast e altre forme di contenuti on-demand e lineari.
In un sondaggio di Simmons Research dell'ottobre 2018 su 38 testate giornalistiche, ABC News è stata classificata dagli americani come la seconda organizzazione giornalistica più affidabile, dietro il Wall Street Journal.

## Programmi

### Programmazione corrente
- ABC World News Tonight (1978–in corso)
- 20/20 (1978–in corso)
- America This Morning (1982–in corso)
- Good Morning America (1975–in corso)
- Good Morning America Weekend (1993–in corso)
- GMA3: What You Need To Know (2018–in corso)
- Nightline (1980–in corso)
- This Week (1981–in corso)
- World News Now (1992–in corso)

### Ex-programmi di ABC News

#### Notiziari
- After the Deadlines (1951–1952)
- ABC News Weekend Report (Anni Settanta–1991)
- AM America (1975)
- Business World (1987–1990)
- Good Afternoon America (2012)
- The Health Show (1987–89)
- Turning Point (1994–1999)

#### Newsmagazine
- Open Hearing (1957–1958)
- Our World (1986–1987)
- 20/20 Downtown (1999–2001)
- Day One (1993–1995)
- Primetime (1989–2012)
- Primetime Thursday (2000–2002)
- Turning Point (1994–1999)
- I-Caught (2007)

#### Talk Show
- College News Conference (1952–1960)
- Answers for Americans (1953–1954)
- Issues and Answers (1960–1981)

### Altri programmi
- Discovery (1962-1971)
- Make a Wish (1971–1976)
- Animals, Animals, Animals (1976–1981)
- Biography (1987–2005)
- Peter Jennings Reporting (1990–2005)
- Intimate Portrait (1994–2005)
- The Century: America's Time (1999)
- ABC 2000 Today (1999–2000)
- Medical Mysteries (2006–2008)
- NASCAR in Primetime (2007)
- What Would You Do? (2008–2020, 2024–in corso)

## Altri servizi

### ABC News Radio
ABC News Radio è il servizio radiofonico di ABC Audio, una divisione di ABC News. Precedentemente noto come ABC Radio News, ABC News Radio produce attraverso Skyview Networks notiziari per i suoi affiliati. ABC News Radio è la più grande organizzazione di notizie radiofoniche commerciali negli Stati Uniti, vincitrice di cinque Edward R. Murrow Awards 2023, tra cui Overall Excellence in Radio.

### ABCNews.com
Lanciato il 15 maggio 1997 da ABC News Internet Ventures, ABCNews.com è una joint venture tra Starwave e ABC formata nell'aprile 1997.

### ABC News Live
ABC News Live è un canale di notizie video in streaming 24 ore su 24, 7 giorni su 7 per le notizie, gli eventi dal vivo, i notiziari e i documentari più lunghi gestito da ABC News dal 2018. Il canale è disponibile tramite Roku, Hulu, YouTube TV, Sling TV, Pluto TV, Xumo, FuboTV e le altre piattaforme di streaming della divisione notizie.

### Servizi defunti

#### Satellite News Channel
Satellite News Channel è stata una joint venture tra ABC News e Group W, lanciata il 21 giugno 1982, come rete televisiva via cavo satellitare. SNC ha utilizzato filmati di ABC News e sette troupe con sede a Washington, D.C., e storie di altre reti globali per fornire un telegiornale a rotazione ogni 20 minuti. Tuttavia, questo canale ha lottato per ottenere l'autorizzazione del sistema via cavo, così ABC News e Group W hanno deciso di venderlo al suo concorrente CNN (una sussidiaria di Turner Broadcasting System di Time Warner). La CNN cessò le operazioni di Satellite News Channel il 27 ottobre 1983. SNC è stato sostituito da CNN o CNN2 sulla maggior parte dei sistemi via cavo.

#### ABC News Now
ABC News Now è stata una rete di notizie via cavo 24 ore su 24 lanciata il 26 luglio 2004, come sottocanale digitale di ABC News, ed è stato il secondo tentativo della società di 24 ore nel mondo delle notizie via cavo dopo Satellite News Channel. Era offerto tramite televisione digitale, banda larga e video in streaming su ABCNews.com e sui telefoni cellulari.  Forniva notizie dell'ultim'ora, titoli ogni mezz'ora e una vasta gamma di programmi di intrattenimento e lifestyle. Il canale era disponibile negli Stati Uniti e in Europa. La funzione Talk Back ha permesso agli spettatori di esprimere il proprio contributo inviando video e pensieri personali su argomenti controversi e attualità. È stato chiuso come sottocanale digitale dopo che la sua fase sperimentale si è conclusa con l'inaugurazione presidenziale nel 2005. ABC News Now è stato sostituito da Fusion TV il 28 ottobre 2013 presso i fornitori di servizi via cavo.

#### Fusion TV
Fusion era una rete digitale via cavo e satellitare di proprietà e gestita da Fusion Media Group, LLC, una joint venture tra ABC News e Univision Communications. ABC e Univision hanno annunciato ufficialmente il loro lancio il 2 maggio 2012. Lanciato il 28 ottobre 2013 Fusion offre un mix di notizie tradizionali e programmi investigativi, oltre a contenuti satirici rivolti agli adulti ispanici e latini di lingua inglese di età compresa tra i 18 e i 34 anni. La rete ha sostituito ABC News Now, un servizio di streaming principalmente per i contenuti di ABC News. Nel dicembre 2015, è stato riferito che la Disney era in trattative per vendere la sua partecipazione in Fusion a Univision. La scissione è stata completata il 21 aprile 2016; Univision da sola avrebbe continuato a gestire Fusion fino al 31 dicembre 2021, quando la rete è stata chiusa.